# Championnat d'Allemagne de l'Ouest de hockey sur glace 1981-1982
Saison précédente Saison suivante
La saison 1981-1982 est la 24e saison de la Bundesliga, le second échelon allemand.

## 2. Bundesliga
La saison 1981-1982 est la 9e saison de la 2. Bundesliga, le second échelon allemand.

### Division Nord
|    | Club                | PJ | V  | D | N  | BP  | BC  | Pts |
| -- | ------------------- | -- | -- | - | -- | --- | --- | --- |
| 1. | EV Duisbourg        | 24 | 19 | 0 | 5  | 174 | 104 | 38  |
| 2. | Iserlohn Roosters   | 24 | 15 | 2 | 7  | 124 | 97  | 32  |
| 3. | Moskitos Essen      | 24 | 13 | 0 | 11 | 127 | 121 | 26  |
| 4. | Krefeld Pinguine    | 24 | 11 | 3 | 10 | 139 | 124 | 25  |
| 5. | REV Bremerhaven     | 24 | 12 | 0 | 12 | 125 | 144 | 24  |
| 6. | Hamburger SV        | 24 | 5  | 3 | 16 | 126 | 148 | 13  |
| 7. | EC Hannover Indians | 24 | 3  | 4 | 17 | 84  | 161 | 10  |

### Division Sud
|    | Club               | PJ | V  | D | N  | BP  | BC  | Pts |
| -- | ------------------ | -- | -- | - | -- | --- | --- | --- |
| 1. | EHC 70 München     | 28 | 22 | 2 | 4  | 206 | 109 | 46  |
| 2. | Deggendorfer SC    | 28 | 19 | 1 | 8  | 162 | 177 | 39  |
| 3. | Augsburger Panther | 28 | 18 | 1 | 9  | 160 | 128 | 37  |
| 4. | VER Selb           | 28 | 16 | 3 | 9  | 152 | 117 | 35  |
| 5. | EC Bad Tölz        | 28 | 9  | 4 | 15 | 109 | 134 | 32  |
| 6. | Straubing Tigers   | 28 | 8  | 5 | 15 | 117 | 156 | 21  |
| 7. | ESC Kempten        | 28 | 4  | 5 | 19 | 92  | 159 | 13  |
| 8. | EV Landsberg       | 28 | 4  | 3 | 21 | 123 | 201 | 11  |